# Theridion retreatense
Theridion retreatense är en spindelart som beskrevs av Embrik Strand 1909. Theridion retreatense ingår i släktet Theridion och familjen klotspindlar. Inga underarter finns listade i Catalogue of Life.